# Dalhart
Dalhart è un comune (city) degli Stati Uniti d'America e capoluogo della contea di Dallam nello Stato del Texas. La popolazione era di 7.930 abitanti al censimento del 2010. Una piccola parte della città si estende nella vicina contea di Hartley.

## Geografia fisica
Secondo lo United States Census Bureau, la città ha una superficie totale di 12,41 km², dei quali 12,38 km² di territorio e 0,03 km² di acque interne (0,21% del totale).

## Società

### Evoluzione demografica
Secondo il censimento del 2010, la popolazione era di 7.930 abitanti.

### Etnie e minoranze straniere
Secondo il censimento del 2010, la composizione etnica della città era formata dall'84,05% di bianchi, l'1,22% di afroamericani, lo 0,93% di nativi americani, lo 0,68% di asiatici, lo 0,1% di oceanici, il 10,49% di altre razze, e il 2,52% di due o più etnie. Ispanici o latinos di qualunque razza erano il 34,01% della popolazione.